# 一網打盡
《一網打盡》是香港無綫電視的一個節目，由王貽興及梁慧思主持，自2007年起逢星期六晚7點35分在翡翠台播出至2007年5月26日播畢。

## 演員表

### 主持
- 王貽興
- 梁慧思

### 演出
- 陳丹丹
- 黃淑怡
- 陳宙希

## 抄襲爭議
《明報》及其他香港傳媒引述網絡的討論，指《一網打盡》抄襲亞洲電視本港台節目《第一手真相》；亞視管理層葉家寶暗示無綫電視製造「A貨」，呼籲觀眾收看時要應驗明「正貨」。《明報》舉例，2007年3月《一網打盡》報道元朗新市鎮元朗賽馬會廣場有以艱澀英文「Paraphernalia」寫成告示牌，而《第一手真相》在《一網打盡》播出前數日已以相同形式報導過，但此內容在個多月前香港《太陽報》已有報道。另外在形式上，《一網打盡》不會像《第一手真相》大量播出有關非公眾人物行為的片段，並不會有隱私權的問題。
而《一網打盡》和另一個被指涉嫌被抄襲的亞洲電視本港台節目《冷知識衝動》相似。《冷知識衝動》主要介紹生辟知識，亦並非亞洲電視原創（實際原創者是日本富士電視台《小知識之泉》；而台灣東風衛視曾在亞視未推出《冷知識衝動》前製作過同類節目《冷知識轟趴》，並賣出香港播映權）；《一網打盡》則集中討論網上傳聞的真確性，而且由香港註冊營養師擔任主持，側重報道食物安全資訊，但兩者都會邀請專家講解。